# Estació de Moixent
Moixent és una estació ferroviària d'Adif situada al municipi de Moixent (la Costera), al País Valencià, al nord del nucli urbà. Forma part de la línia C-2 de rodalia de València operada per Renfe, i abans disposava també de servicis de Mitjana Distància. Es troba en el punt quilomètric 24,3 de la línia Madrid-València.

## Història
L'estació de Moixent fou inaugurada el 19 de novembre de 1858, data en què es posà en funcionament el tram l'Alcúdia de Crespins-Moixent de la línia que havia d'unir Almansa amb València a través de Xàtiva i Alzira (projecte a càrrec de la Companyia del Ferrocarril del Grau de València a Almansa, que ja havia unit l'Alcúdia de Crespins amb el Grau de València). Després del 1889, a la mort del marqués de Campo, principal impulsor de l'empresa, aquesta va acabar fusionant-se amb la companyia Nord, que va passar a gestionar la línia fins a la creació de RENFE l'any 1941.
Més recentment, l'any 2009, el servici de trens de rodalia entre Moixent i l'Alcúdia de Crespins va quedar interromput a causa d'obres en la línia d'alta velocitat València-Alacant. Des de llavors, i fins a l'any 2019 en què fou restablert, el servici de la línia C-2 entre aquestes dos estacions s'oferia en autobús. Posteriorment, el maig de 2022, el servici de trens entre Xàtiva i l'Alcúdia de Crespins fou suspés degut a noves obres en la infraestructura i fou parcialment restablert el setembre del 2023, completat per autobús. A causa de la nova infraestructura, de via única, els regionals (de València-Nord a Albacete-Los Llanos/Alcázar de San Juan/Ciudad Real i Alacant/Cartagena/Múrcia del Carmen) van deixar de fer-hi parada.

## Servicis ferroviaris
| origen/destinació    | < estació | línia |
| -------------------- | --------- | ----- |
| València-Nord Xàtiva | Vallada   | C2    |